# 2010 en cyclisme
| Années du cyclisme : 2007 - 2008 - 2009 - 2010 - 2011 - 2012 - 2013    |
| Décennies du cyclisme : 1980 - 1990 - 2000 - 2010 - 2020 - 2030 - 2040 |

Le résumé de l'année 2010 en cyclisme.,,

## Par mois

### Janvier
- 6 janvier : Cameron Meyer (Garmin-Transitions) est sacré champion d'Australie du contre-la-montre.
- 7 janvier : ASO organise désormais le Critérium du Dauphiné libéré, course à étapes de préparation au Tour de France.
- 8 janvier : la société Saxo Bank annonce la fin de son partenariat avec l'équipe Team Saxo Bank pour la fin de l'année.
- 10 janvier :
  - Travis Meyer (Garmin-Transitions) remporte le titre de champion d'Australie sur route.
  - Jack Bauer devient champion de Nouvelle-Zélande sur route.
  - Francis Mourey (La Française des jeux) devient pour la cinquième fois champion de France de cyclo-cross (Les autres résultats).
- 16 janvier : Igor Astarloa (33 ans) annonce la fin de sa carrière.
- 17 janvier :
  - Les Tchèques Zdeněk Štybar et Kateřina Nash remportent l'avant dernière épreuve de la Coupe du monde de cyclo-cross.
  - Alejandro Valverde (Caisse d'Épargne) annonce qu'il va porter plainte contre l'ancien coureur Jesús Manzano, qui a affirmé qu'il s'était dopé.
- 22 janvier : la Caisse d'épargne annonce la fin de son partenariat avec l'équipe espagnole Caisse d'Épargne pour la fin de l'année.
- 24 janvier :
  - L'Allemand André Greipel remporte le Tour Down Under, la première épreuve ProTour de la saison, après avoir remporté les première, deuxième et quatrième étapes. Il prend du même coup la tête du Classement mondial. La dernière étape est remportée par l'Australien Christopher Sutton.
  - L'Allemagne remporte la Coupe du monde sur piste à l'issue de la dernière manche disputée à Pékin. L'équipe d'Allemagne devance l'Australie et les Pays-Bas[4].
  - Niels Albert et Marianne Vos remportent la dernière épreuve de la Coupe du monde de cyclo-cross[5]. Les classements finals sont remportés par Zdeněk Štybar[6] et Daphny van den Brand[7].
  - Anthony Charteau (BBox Bouygues Telecom) remporte la Tropicale Amissa Bongo. Il devance Ian McLeod et Julien Loubet. Michael Reihs remporte la 6e et dernière étape.
- 25 janvier :
  - Le Tribunal arbitral du sport rejette l'appel de l'Allemand Stefan Schumacher, suspendu deux ans pour dopage. Le TAS a toutefois modifié la date du terme de sa suspension, la ramenant au 20 août 2010.
  - L'équipe Lampre-Farnese Vini a été enregistrée à titre provisoire jusqu'à fin mars dans le ProTour par l'UCI.
- 26 janvier : Amaury Sport Organisation annonce que le Tour de France 2011 partira le samedi 2 juillet 2011 de Vendée, entre le Passage du Gois et le Mont des Alouettes. Le lendemain, les coureurs disputeront contre-la-montre  par équipe de 23 km autour des Essarts. Lors de la troisième étape, le peloton quittera la Vendée, après un départ d'Olonne-sur-Mer.
- 29 janvier : l'Italienne Vania Rossi, compagne de Riccardo Riccò, a été contrôlé positive à l'EPO Cera, à l'issue des championnats d'Italie de cyclo-cross le 10 janvier, a annoncé vendredi le Comité olympique italien (Coni) dans un communiqué.
- 30 janvier : le Tchèque Tomáš Paprstka devient Champion du monde de cyclo-cross juniors à Tábor. Il devance le Français Julian Alaphilippe et le Néerlandais Emiel Dolfsma. Le titre chez les moins de 23 ans revient au Français Arnaud Jouffroy après déclassement pour usage d'EPO du Polonais Pawel Szczepaniak, devant son frère Kacper Szczepaniak.
- 31 janvier :
  - Le Tchèque Zdeněk Štybar remporte le Champion du monde de cyclo-cross devant son public à Tabor. Le podium est complété par les Belges Klaas Vantornout et Sven Nys. Chez les femmes, la Néerlandaise Marianne Vos conserve son titre. Elle s'impose devant l'Allemande Hanka Kupfernagel, quadruple championne du monde, et sa compatriote Daphny van den Brand.
  - Jonathan Hivert (Saur-Sojasun) remporte le Grand Prix d'ouverture La Marseillaise. Il devance Johnny Hoogerland (Vacansoleil) et Samuel Dumoulin (Cofidis)[8].

### Février
- 1er février : le Comité national olympique italien prononce une suspension de toutes compétitions de deux ans à l'encontre de Danilo Di Luca, en raison de son contrôle positif à l'EPO Cera lors du Tour d'Italie 2009. Cette période de deux ans démarre le 22 juillet 2009, date à laquelle a commencé sa suspension provisoire, et prend fin le 21 juillet 2011. Il est également condamné au paiement d'une amende de 280 000 euros d’amende[9],[10]
- 2 février : 
  - l'espoir australien de 20 ans Jack Bobridge (Garmin-Transitions) réalise le deuxième temps de l'histoire en poursuite (4 km), sur la piste d'Adélaïde lors des qualifications des Championnats d'Australie, en 4 min 14 s 427 a annoncé la fédération australienne.
  - l'italien Matteo Montaguti (De Rosa-Stac Plastic) remporte le Tour de Reggio Calabria.
- 5 février : Kirsten Wild remporte le deuxième Tour du Qatar féminin.
- 6 février : l'italien Alessandro Petacchi (Lampre) remporte le Grand Prix de la côte étrusque.
- 7 février :
  - Le Français Samuel Dumoulin (Cofidis) remporte l'Étoile de Bessèges.
  - l'australien Robbie McEwen (Katusha) remporte le Trophée de Majorque.
  - Décès dans un accident de rallye de Franco Ballerini, ancien double vainqueur de Paris-Roubaix.
- 8 février: l'espagnol Oscar Freire remporte le Trophée Cala Millor.
- 9 février: l'allemand Linus Gerdemann (Milram) remporte le Trofeo Inca.
- 10 février: 
  - l'Iranien Abbas Saeidi Tanha remporte le Kerman Tour
  - le portugais Rui Faria da Costa (Caisse d'Épargne) remporte le Trofeo Bunyola.
- 11 février: l'allemand André Greipel (HTC-Columbia) remporte le Trofeo Magaluf-Palmanova.
- 12 février :
  - Pat McQuaid, président de l'UCI, est élu membre du Comité international olympique.
  - Wouter Mol (Vacansoleil) remporte le Tour du Qatar.
- 14 février :
  - Alejandro Valverde (Caisse d'Épargne) remporte le  Tour méditerranéen, mais est déclassé le 31 mai 2010. Rinaldo Nocentini  est finalement déclaré vainqueur[11].
  - Le Français Jimmy Casper (Saur-Sojasun) est le premier coureur à s'imposer sur les routes du Tour d'Oman en y remportant la 1re étape de la 1re édition.
- 15 février : l'AFLD annonce qu'un mandat d'arrêt a été lancé le 28 janvier contre Floyd Landis[12].
- 19 février : Fabian Cancellara (Team Saxo Bank) remporte le Tour d'Oman.
- 20 février : l'italien Francesco Ginanni (Androni remporte le Trophée Laigueglia.
- 21 février :
  - Christophe Le Mével (La Française des jeux) remporte le Tour du Haut-Var.
  - Alberto Contador (Astana) remporte le Tour de l'Algarve.
- 25 février : l'australien Michael Rogers (HTC-Columbia) remporte la Ruta del Sol.
- 27 février : 
  - Juan Antonio Flecha (Team Sky) remporte le circuit Het Nieuwsblad.
  - le Tchèque Roman Kreuziger (Liquigas) remporte le Tour de Sardaigne.
  - Samuel Dumoulin (Cofidis) remporte le Gran Premio dell'Insubria).
- 28 février :
  - Bobbie Traksel (Vacansoleil) remporte Kuurne-Bruxelles-Kuurne.
  - Christophe Riblon (AG2R La Mondiale) remporte les Boucles du Sud Ardèche.
  - Roberto Ferrari (De Rosa-Stac Plastic) a remporté le Grand Prix de Lugano. Après 100 km de course, une voiture qui roulait en contre-sens a renversé deux coureurs, qui ont été légèrement blessés. Près de 50 coureurs, dont le champion du monde australien Cadel Evans (BMC Racing), ont alors décidé de quitter la course[13].
  - Theo Bos (Cervelo) remporte la Classique d'Alméria.
  - Giovanni Visconti (ISD Neri) remporte la Classica Sarda Olbia-Pantogia.

### Mars
- 3 mars : 
  - Roberto Ferrari (De Rosa-Stac Plastic) remporte le Tour du Frioul.
  - Jens Keukeleire (Cofidis) remporte Le Samyn.
- 6 mars : Maxim Iglinskiy (Astana) remporte le Monte Paschi Strade Bianche.
- 7 mars :
  - František Raboň (Team HTC-Columbia) remporte le Tour de Murcie. Theo Bos (Cervélo TestTeam) s'adjuge la dernière étape.
  - José Rujano (ISD-Neri) remporte le Tour de Langkawi. Stuart Shaw (Drapac–Porsche) s'adjuge la dernière étape.
  - Jens Keukeleire (Cofidis) remporte les Trois Jours de Flandre-Occidentale.
- 9 mars : Jean-Eudes Demaret (Cofidis) doit mettre un terme à sa saison, hospitalisé à la suite d'une maladie de Crohn contractée au Tour du Gabon.
- 10 mars : l'UCI annonce que Massimo Giunti (Androni Giocattoli-Serramenti PVC Diquigiovanni) a été contrôlé positif à l'EPO le 23 février et a été provisoirement suspendu.
- 14 mars : Alberto Contador (Astana) remporte Paris-Nice. Il devance Alejandro Valverde et Luis León Sánchez (Caisse d'Épargne). Amaël Moinard (Cofidis) s'adjuge la dernière étape. Luis Leon Sanchez, 2e du Tour Down Under, dont il a remporté une étape, prend la tête du Classement mondial. Valverde est déclassé le 31 mai 2010[11].
- 16 mars :
  - Stefano Garzelli (Acqua & Sapone) remporte Tirreno-Adriatico. Il devance Michele Scarponi (Androni Giocattoli-Serramenti PVC Diquigiovanni) et Cadel Evans (BMC Racing). Edvald Boasson Hagen (Team Sky) s'adjuge la dernière étape. Luis León Sánchez (Caisse d'Épargne) conserve la tête du Classement mondial.
  - Le Tribunal arbitral du sport confirme la décision du CONI de suspendre deux ans en Italie Alejandro Valverde (Caisse d'Épargne) pour dopage[14].
- 17 mars : Jens Keukeleire (Cofidis) remporte le Nokere Koerse.
- 18 mars : la cour d'appel de Paris a condamné Bernard Sainz, dit "Dr Mabuse", à deux ans de prison, dont un avec sursis, pour son implication dans une affaire de dopage qui avait éclaboussé le milieu cycliste à la fin des années 1990[15].
- 20 mars :
  - Óscar Freire (Rabobank) remporte Milan-San Remo pour la 3e fois de sa carrière. Il devance Tom Boonen (Quick Step) et Alessandro Petacchi (Lampre-Farnese Vini). Luis León Sánchez (Caisse d'Épargne) conserve la tête du Classement mondial.
  - Paolo Bettini est nommé à la tête de l'équipe d'Italie[16].
  - Laurent Mangel (Saur-Sojasun) remporte la Classic Loire-Atlantique.
- 21 mars : 
  - Leonardo Duque (Cofidis) remporte le Cholet-Pays de Loire.
  - Jens Mouris (Vacansoleil) remporte le Tour du Groene Hart.
- 24 mars : Matti Breschel (Team Saxo Bank) remporte À travers les Flandres.
- 27 mars : 
  - Fabian Cancellara (Team Saxo Bank) remporte le GP E3.
  - Ivan Santaromita (Liquigas) remporte la Semaine internationale Coppi et Bartali.
- 28 mars :
  - Dernière journée des Championnats du monde sur piste  :
    - Le Français Grégory Baugé conserve son titre de Champion du monde de vitesse en battant l'Australien Shane Perkins.
    - L'Australie termine en tête du tableau des médailles, avec 6 titres sur les 19 mis en jeu.

  - Pierrick Fédrigo (BBox Bouygues Telecom) remporte le Critérium international. David Millar (Garmin-Transitions) s'adjuge la dernière étape.
  - Bernard Eisel (Team HTC-Columbia) remporte Gand-Wevelgem.
  - Joaquim Rodríguez (Team Katusha) remporte le Tour de Catalogne. Il devance Xavier Tondo (Cervélo TestTeam) et Rein Taaramäe (Cofidis). Juan José Haedo (Team Saxo Bank) s'adjuge la dernière étape. Luis León Sánchez (Caisse d'Épargne), 4e, conserve la tête du Classement mondial.
  - Ronan van Zandbeek (Van Vliet-EBH Elshof) remporte le Tour de Normandie.

### Avril
- 1er avril :
  - David Millar (Garmin-Transitions) remporte les Trois Jours de La Panne, avec en prime le contre-la-montre final.
  - Lampre-Farnese Vini est enregistré définitivement comme équipe ProTour.
- 2 avril :
  - Cyril Gautier (BBox Bouygues Telecom) remporte la Route Adélie.
  - L'échantillon "B" de Vania Rossi se révèle négatif[17].
- 3 avril : 
  - Joaquim Rodríguez (Team Katusha) gagne le GP Miguel Indurain.
  - Yann Huguet (Skil) remporte le Hel van het Mergelland.
- 4 avril : Fabian Cancellara (Team Saxo Bank) remporte le Tour des Flandres. Il devance Tom Boonen (Quick Step) et Philippe Gilbert (Omega Pharma-Lotto). Luis León Sánchez (Caisse d'Épargne) conserve la tête du Classement mondial.
- 5 avril : 
  - Michele Scarponi (Androni) remporte la Semaine Lombarde.
  - Juan José Haedo (Saxo Bank) remporte le Tour de Cologne.
- 7 avril : Tyler Farrar (Garmin-Transitions) s'adjuge le Grand Prix de l'Escaut.
- 8 avril : Jure Kocjan (CarmioOro) remporte le Grand Prix Pino Cerami.
- 9 avril : Luis León Sánchez (Caisse d'épagne) remporte le Circuit de la Sarthe.
- 10 avril : 
  - Christopher Horner (Team RadioShack) remporte le Tour du Pays basque, après s'être adjugé la 6e et dernière étape. Il devance au classement général Alejandro Valverde (Caisse d'Épargne) et Beñat Intxausti (Euskaltel-Euskadi). Luis León Sánchez (Caisse d'Épargne) conserve la tête du Classement mondial. Valverde est déclassé le 31 mai 2010[11].
  - Alberto Ongarato (Vacansoleil) remporte la Ronde Van Drenthe.
- 11 avril : 
  - Fabian Cancellara (Team Saxo Bank) remporte Paris-Roubaix. Il devance Thor Hushovd (Cervélo TestTeam) et Juan Antonio Flecha (Team Sky). Luis León Sánchez (Caisse d'Épargne) conserve la tête du Classement mondial.
  - Samuel Sánchez (Euskaltel Euskadi) remporte le Grand Prix Primavera.
  - Enrico Rossi (Ceramica Flaminia) remporte la course À travers Drenthe.
- 13 avril : Sébastien Minard (Cofidis) remporte Paris-Camembert.
- 14 avril : Sébastien Rosseler (Team RadioShack) remporte la Flèche brabançonne.
- 15 avril : Denis Flahaut (ISD-Neri) remporte le Grand Prix de Denain.
- 17 avril : Florian Vachon (Bretagne-Schuller) remporte le Tour du Finistère.
- 18 avril :
  - Giovanni Visconti (ISD-Neri) remporte le Tour de Turquie.
  - Alberto Contador (Astana) remporte le Tour de Castille-et-León.
  - Philippe Gilbert (Omega Pharma-Lotto) remporte Amstel Gold Race. Il devance Ryder Hesjedal (Garmin-Transitions) et Enrico Gasparotto (Astana). Luis León Sánchez (Caisse d'Épargne) conserve la tête du Classement mondial.
  - Jérémy Roy (La Française des jeux) remporte le Tro Bro Leon.
- 21 avril :
  - Cadel Evans (BMC Racing) remporte la Flèche wallonne. Il devance Joaquim Rodríguez (Team Katusha), qui prend la tête du Classement mondial, et Alberto Contador (Astana).
  - Mattia Gavazzi (CSF Group Navigare) a été suspendu après un contrôle antidopage positif à la cocaïne fin mars.
- 22 avril : Thomas Frei (BMC Racing), ayant été contrôlé positif à l'EPO, a été retiré par son équipe du Tour du Trentin[18],[19].
- 23 avril : Alexandre Vinokourov (Astana) remporte le Tour du Trentin.
- 24 avril : Ángel Vicioso (Andalusia-Cajasur) remporte le Grand Prix de Llodio.
- 25 avril : 
  - Alexandre Vinokourov (Astana) remporte Liège-Bastogne-Liège. Il devance Alexandr Kolobnev (Team Katusha) et Alejandro Valverde (Caisse d'Épargne). Philippe Gilbert (Omega Pharma-Lotto), quatrième, prend la tête du Classement mondial. Valverde est déclassé le 31 mai 2010[11].
  - Ángel Vicioso (Andalusia-Cajasur) remporte le Tour de La Rioja.
  - Robert Kišerlovski (Liquigas) remporte Tour des Apennins.
- 26 avril : Manuel Vázquez Hueso a été suspendu à la suite d'un contrôle positif à l'EPO[20].
- 27 avril : Santiago Pérez (Loule-Louletano) remporte la Subida al Naranco.
- 28 avril : Gabriele Bosisio a été suspendu par le CONI, à la suite de son contrôle positif à l'EPO. Il ne pourra pas courir avant le 5 octobre 2011.

### Mai
- 1 mai : 
  - Daniele Ratto (CarmioOro) remporte le Grand Prix de Larciano.
  - Alex Rasmussen (Saxo Bank) remporte le Grand Prix Herning.
  - Fabian Wegmann (Milram) remporte le Grand Prix de Francfort.
- 2 mai : 
  - Alejandro Valverde (Caisse d'Épargne) remporte Tour de Romandie, s'adjugant également la dernière étape. Il devance Simon Špilak (Lampre-Farnese Vini) et Denis Menchov (Rabobank). L'espagnol en profite pour prendre la tête du Classement mondial. La fédération italienne de cyclisme, elle, s'insurge de voir Valverde courir et gagner, alors qu'il est suspendu en Italie[21]. Valverde est déclassé le 31 mai 2010. Simon Špilak est finalement déclaré vainqueur[11].
  - Constantino Zaballa (Centro Ciclismo de Loulé) remporte le Tour des Asturies.
- 8 mai :
  - Début du Tour d'Italie
  - Cinq cyclistes britanniques, en préparation pour les JO-2012, ont été blessées après avoir heurté une voiture[22].
- 9 mai : 
  - Martin Elmiger (AG2R La Mondiale) remporte les Quatre Jours de Dunkerque. Benoît Vaugrenard (La Française des jeux) s'adjuge la dernière étape.
  - Thor Hushovd (Cervélo TestTeam) s'est cassé la clavicule gauche, après une chute à l'entraînement.
  - Marek Rutkiewicz (Mróz-Active Jet) remporte la course Szlakiem Grody Piastowskie.
- 12 mai : Markus Eichler (Milram) remporte la Batavus ProRace.
- 16 mai : Ben Swift (Sky) remporte le Tour de Picardie.
- 23 mai : 
  - Fabio Felline (Footon-Servetto) remporte le Circuit de Lorraine.
  - Roger Kluge (Milram) remporte la Neuseen Classics.
- 24 mai : Michael Rogers (Team HTC-Columbia) remporte le Tour de Californie.
- 28 mai : 
  - Maxime Monfort (HTC-Columbia) remporte le Tour de Bavière.
  - Denis Flahaut (ISD Continental) remporte le Grand Prix de Tallinn.
- 29 mai : 
  - Wesley Sulzberger (La Française des jeux) remporte le Grand Prix de Plumelec-Morbihan Dames.
  - Matej Gnezda (Adria Mobil) remporte le Grand Prix Kranj.
  - Wesley Sulzberger (FDJ) remporte le GP de Plumelec-Morbihan.
- 30 mai :
  - Ivan Basso (Liquigas-Doimo) remporte son deuxième Tour d'Italie. Son coéquipier Vincenzo Nibali termine également sur le podium, à la 3e place. David Arroyo (Caisse d'Épargne) est 2e. Cadel Evans (BMC Racing), 5e et vainqueur d'une étape, s'empare de la tête du Classement mondial.
  - Maxime Monfort (Team HTC-Columbia) remporte le Tour de Bavière.
  - Stijn Devolder (Quick Step) remporte le Tour de Belgique.
  - Jean-Luc Delpech (Bretagne-Schuller) remporte les Boucles de l'Aulne.
- 31 mai : le Tribunal arbitral du sport suspend deux ans Alejandro Valverde (Caisse d'Épargne) à la suite de son implication dans l'affaire Puerto. La suspension commence à partir du 1er janvier 2010. L'espagnol conserve donc les résultats acquis antérieurement, mais perd ceux acquis en 2010[23]. Il est donc déclassé des éditions 2010 du Tour méditerranéen, de Paris-Nice, du Tour du Pays basque, de la Flèche wallonne, de Liège-Bastogne-Liège et du Tour de Romandie.

### Juin
- 6 juin : 
  - Kristof Vandewalle (Topsport Vlaanderen-Mercator) remporte le Grand Prix du canton d'Argovie.
  - Matteo Carrara (Vacansoleil) remporte le Tour de Luxembourg. Gorka Izagirre (Euskaltel-Euskadi) s'adjuge la dernière étape.
- 13 juin : 
  - Janez Brajkovič (Team RadioShack) remporte le Critérium du Dauphiné. Il devance Alberto Contador (Astana) et Tejay van Garderen (Team HTC-Columbia). Edvald Boasson Hagen (Team Sky) s'adjuge la dernière étape. Cadel Evans (BMC Racing) conserve la tête du Classement mondial.
  - David Blanco (Palmeiras Resort) remporte le Tour de l'Alentejo.
  - Tyler Farrar (Garmin) remporte le Delta Tour Zeeland.
- 19 juin : Gianluca Brambilla (Colnago-CSF Inox) remporte le GP Nobili.
- 20 juin : 
  - Fränk Schleck (Team Saxo Bank) remporte le Tour de Suisse. Il devance Lance Armstrong (Team RadioShack) et Jakob Fuglsang (Team Saxo Bank). Tony Martin (Team HTC-Columbia) s'adjuge la dernière étape. Cadel Evans (BMC Racing) conserve la tête du Classement mondial.
  - Adam Hansen (HTC-Columbia) remporte la Ster Elektrotoer.
  - Vincenzo Nibali (Liquigas-Dolmo) remporte le Tour de Slovénie.
  - David Moncoutié (Cofidis) remporte la Route du Sud.
- 23 juin : Jurgen Van de Walle (Quick Step) remporte la course Halle-Ingooigem pour la deuxième fois consécutive.
- 24 juin : 
  - Nicolas Vogondy (BBox Bouygues Telecom) est champion de France du contre-la-montre.
  - Andy Schleck (Team Saxo Bank) fait de même au Luxembourg.
  - Jeannie Longo devient championne de France du clm.
  - Mélodie Lesueur remporte le championnat de France sur route.
  - Thomas Voeckler (Bbox Bouygues Telecom) remporte le championnat de France sur route.
  - En Italie, le nouveau champion national est Giovanni Visconti (ISD Neri.
  - L'Espagnol José Iván Gutiérrez (Caisse d'épargne) est le nouveau champion national.
  - Le Suisse Martin Elmiger (AG2R La Mondiale), le Belge Stijn Devolder (Quick Step), l'Allemand Christian Knees (Milram) et le Néerlandais Niki Terpstra (Milram) deviennent également tous champions nationaux.

### Juillet
- 3 juillet : début du Tour de France.
- 4 juillet : Jacek Morajko (Mróz-Active Jet remporte la Course de la solidarité.
- 11 juillet : Riccardo Riccò (Ceramica Flaminia) s'adjuge le Tour d'Autriche.
- 18 juillet : Sergio Pardilla (CarmioOro-NGC) remporte le Tour de Madrid.
- 25 juillet : 
  - Alberto Contador (Astana) remporte le Tour de France, devant Andy Schleck (Team Saxo Bank) et Denis Menchov (Rabobank). Il prend également la tête du Classement mondial devant Joaquim Rodríguez (Team Katusha).
  - Domenico Pozzovivo (Conago-CSF Inox) remporte le Brixia Tour.
  - Gorka Izagirre (Euskaltel Euskadi) remporte la Classique d'Ordizia.
- 28 juillet : Russell Downing (Sky) remporte le Tour des régions wallonnes.
- 31 juillet : Luis León Sánchez (Caisse d'Épargne) remporte Classica San Sebastian. Il devance Alexandre Vinokourov (Astana) et Carlos Sastre (Cervélo TestTeam).

### Août
- 7 août : Daniel Martin (Garmin-Transitions) remporte le Tour de Pologne. Il devance Grega Bole (Lampre-Farnese Vini) et Bauke Mollema (Rabobank). André Greipel (Team HTC-Columbia) s'adjuge la dernière étape.
- 15 août: Tyler Farrar (Garmin-Transitions) s'adjuge la Vattenfall Cyclassics, établissant un nouveau record avec 2 victoires. Il devance Edvald Boasson Hagen (Team Sky) et André Greipel (Team HTC-Columbia).
- 22 août : Matthew Goss (Team HTC-Columbia) remporte le GP Ouest-France de Plouay. Il devance Tyler Farrar (Garmin-Transitions) et Yoann Offredo (FDJ).
- 24 août: Tony Martin (Team HTC-Columbia) gagne l'Eneco Tour, ainsi que le contre-la-montre final. Il devance au général Koos Moerenhout (Rabobank) et Edvald Boasson Hagen (Team Sky).
- 28 août : début du Tour d'Espagne.

### Septembre
- 10 septembre : Thomas Voeckler (BBox Bouygues Telecom) remporte le premier Grand Prix cycliste de Québec. Il devance Edvald Boasson Hagen (Team Sky) et Robert Gesink (Rabobank).
- 12 septembre :
  - Romain Feillu (Vacansoleil) s'adjuge le Grand Prix de Fourmies pour la deuxième année consécutive
  - À l'issue du Tour de l'Avenir remporté par le Colombien Nairo Quintana, la Slovénie remporte pour la deuxième fois après 2007 le classement final de la Coupe des Nations.
  - Robert Gesink (Rabobank) remporte le premier Grand Prix cycliste de Montréal. Il devance Peter Sagan (Liquigas-Doimo) et Ryder Hesjedal (Garmin-Transitions).
- 19 septembre : l'italien Vincenzo Nibali (Liquigas-Doimo) remporte son premier Grand Tour à l'occasion du Tour d'Espagne, devançant au général Ezequiel Mosquera (Xacobeo Galicia) et Peter Velits (Team HTC-Columbia). David Moncoutié (Cofidis) est le meilleur grimpeur de l'épreuve pour la troisième année consécutive.
- 24 septembre :
  - ASO organisera en octobre 2011 une épreuve en Argentine[24].
  - Jure Robič 5 fois vainqueur de la course d'ultra endurance Race Across America et recordman du monde des 24 heures meurt renversé par une voiture lors d'un entraînement.
- 29 septembre :
  - Taylor Phinney (États-Unis) devient champion du monde du contre-la-montre espoir.
  - Emma Pooley (Royaume-Uni) devient championne du monde du contre-la-montre.
- 30 septembre : Fabian Cancellara (Suisse) devient champion du monde du contre-la-montre.

### Octobre
- 1er octobre :
  - Michael Matthews (Australie) devient champion du monde espoir.
  - L'UCI annonce le remplacement du Calendrier mondial UCI par l'UCI World Tour[25].
- 2 octobre : Giorgia Bronzini (Italie) devient championne du monde sur route.
- 3 octobre : Thor Hushovd (Norvège) devient champion du monde sur route.
- 10 octobre : Óscar Freire (Rabobank) remporte Paris-Tours. Il devance Angelo Furlan (Lampre-Farnese Vini) et Gert Steegmans (Team RadioShack).
- 16 octobre : Philippe Gilbert remporte pour la deuxième année consécutive le Tour de Lombardie. Il devance Michele Scarponi (Androni Giocattoli-Serramenti PVC Diquigiovanni) et Pablo Lastras (Caisse d'Épargne). Joaquim Rodríguez (Team Katusha) remporte le Calendrier mondial UCI 2010.
- 17 octobre : David Millar (Garmin-Transitions) remporte le Chrono des Nations. Il devance Edvald Boasson Hagen (Team Sky) et Lieuwe Westra (Vacansoleil).
- 28 octobre : un arrêté fixe le remboursement d’un gendarme à 12,33 €/h, soit cinq fois plus que les 2,40 €/h en vigueur jusqu'à présent. Les courses cyclistes sont directement menacées, du fait la part importante consacrée à la sécurité[26],[27].

### Novembre
- 2 novembre : l'UCI publie un communiqué très important en ce qui concerne les licences ProTour pour 2011[28].
- 3 novembre : Ezequiel Mosquera est disculpé, à la suite des accusations de dopage dont il a fait l'objet[29].
- 18 novembre : ASO annonce que le Tour de France 2012 partira le samedi 30 juin 2012 de Liège, pour un prologue. Le lendemain, les coureurs disputeront une étape de 180 km autour de Liège, sans toutefois emprunter les difficultés de Liège-Bastogne-Liège, avec une arrivée à Seraing. La troisième étape partira de Visé[30].
- 19 novembre : Alejandro Valverde a épuisé son dernier recours dans l'affaire Puerto. Il voulait mettre fin à la suspension de deux ans en Italie, mais le Tribunal fédéral suisse en a décidé autrement[31].
- 22 novembre : l'UCI publie la liste des 18 équipes ProTour en 2011[32].

### Décembre
- 10 décembre : l'UCI publie la liste des équipes continentales professionnelles en 2011[33],[34].
- 20 décembre : l'UCI refuse d'enregistrer Pegasus Sports parmi les équipes continentales professionnelles pour 2011[35].

## Grands tours

### Tour d'Italie
- Vainqueur :  Ivan Basso (Liquigas-Doimo)
- 2e :  David Arroyo (Caisse d'Épargne)
- 3e :  Vincenzo Nibali (Liquigas-Doimo)
- Classement par points :  Cadel Evans (BMC Racing)
- Meilleur grimpeur :  Matthew Lloyd (Omega Pharma-Lotto)
- Meilleur jeune :  Richie Porte (Team Saxo Bank)
- Meilleure équipe :  Liquigas-Doimo

### Tour de France
- Vainqueur :  Andy Schleck (Team Saxo Bank)[36],[37]
- 2e :  Denis Menchov (Rabobank)
- 3e :  Samuel Sánchez (Euskaltel-Euskadi)
- Classement par points :  Alessandro Petacchi (Lampre-Farnese Vini)
- Meilleur grimpeur :  Anthony Charteau (BBox Bouygues Telecom)
- Meilleur jeune :  Andy Schleck (Team Saxo Bank)
- Meilleure équipe :  Team RadioShack
- Super-combatif :  Sylvain Chavanel (Quick Step)

### Tour d'Espagne
- Vainqueur :  Vincenzo Nibali (Liquigas-Doimo)
- 2e :  Ezequiel Mosquera (Xacobeo Galicia)
- 3e :  Peter Velits (Team Columbia-HTC)
- Classement par points :  Mark Cavendish (Team Columbia-HTC)
- Meilleur grimpeur :  David Moncoutié (Cofidis)
- Classement du combiné :  Vincenzo Nibali (Liquigas-Doimo)
- Meilleure équipe :  Team Katusha

## Principales classiques
- Milan-San Remo :  Óscar Freire (Rabobank)
- Gand-Wevelgem :  Bernhard Eisel (HTC-Columbia)
- Tour des Flandres :  Fabian Cancellara (Saxo Bank)
- Paris-Roubaix :  Fabian Cancellara (Saxo Bank)
- Amstel Gold Race :  Philippe Gilbert (Omega Pharma-Lotto)
- Flèche wallonne :  Cadel Evans (BMC Racing)
- Liège-Bastogne-Liège :  Alexandre Vinokourov (Astana)
- Classique de Saint-Sébastien :  Luis León Sánchez (Caisse d'Épargne)
- Paris-Tours :  Óscar Freire (Rabobank)
- Tour de Lombardie :  Philippe Gilbert (Omega Pharma-Lotto)

## Championnats

### Championnats du monde sur route
Ils se déroulent du 29 septembre au 3 octobre à Melbourne et Geelong en Australie.
| Épreuves                             | Or                         | Or | Or               | Argent                   | Argent | Argent    | Bronze                                            | Bronze | Bronze     |
| ------------------------------------ | -------------------------- | -- | ---------------- | ------------------------ | ------ | --------- | ------------------------------------------------- | ------ | ---------- |
| Épreuves masculines                  |                            |    |                  |                          |        |           |                                                   |        |            |
| Course en ligne détails              | Thor Hushovd Norvège       | en | 06 h 21 min 49 s | Matti Breschel Danemark  | +      | m.t       | Allan Davis Australie                             |        | m.t        |
| Contre-la-montre détails             | Fabian Cancellara Suisse   | en | 58 min 09 s      | David Millar Royaume-Uni | +      | 1 min 2 s | Tony Martin Allemagne                             |        | 1 min 12 s |
| Épreuve masculines - moins de 23 ans |                            |    |                  |                          |        |           |                                                   |        |            |
| Course en ligne détails              | Michael Matthews Australie | en | 4 h 01 min 23 s  | John Degenkolb Allemagne | +      | m.t       | Taylor Phinney États-Unis Guillaume Boivin Canada |        | m.t        |
| Contre-la-montre détails             | Taylor Phinney États-Unis  | en | 42 min 50 s      | Luke Durbridge Australie | +      | 1 s 90    | Marcel Kittel Allemagne                           |        | 24 s 01    |
| Épreuves féminines                   |                            |    |                  |                          |        |           |                                                   |        |            |
| Course en ligne détails              | Giorgia Bronzini Italie    | en | 3 h 32 min 01 s  | Marianne Vos Pays-Bas    | +      | m.t       | Emma Johansson Suède                              |        | m.t        |
| Contre-la-montre détails             | Emma Pooley Royaume-Uni    | en | 32 min 48 s      | Judith Arndt Allemagne   | +      | 15 s 17   | Linda Villumsen Nouvelle-Zélande                  |        | 15 s 80    |

### Principaux champions nationaux sur route
- Allemagne : Christian Knees (Team Milram)
- Australie : Travis Meyer (Garmin-Transitions)
- Belgique : Stijn Devolder (Quick Step)
- Danemark : Nicki Sørensen (Team Saxo Bank)
- Espagne : José Iván Gutiérrez (Caisse d'Épargne)
- États-Unis : Benjamin King (Trek Livestrong U23)
- France : Thomas Voeckler (BBox Bouygues Telecom)
- Grande-Bretagne : Geraint Thomas (Team Sky)
- Italie : Giovanni Visconti (ISD-Neri)
- Luxembourg : Fränk Schleck (Team Saxo Bank)
- Norvège : Thor Hushovd (Cervélo TestTeam)
- Pays-Bas : Niki Terpstra (Team Milram)
- Russie : Alexandr Kolobnev (Team Katusha)
- Suisse : Martin Elmiger (AG2R La Mondiale)

## Principaux décès
- 7 février : Franco Ballerini, sélectionneur de l'équipe d'Italie, ancien vainqueur de Paris-Roubaix, 45 ans
- 9 février : Davy Coenen, cycliste belge, spécialiste du VTT, 29 ans[38]
- 20 février : Giovanni Pettenella, cycliste italien, 66 ans[39]
- 28 février : Roger Milliot, cycliste français, 66 ans[40]
- 8 mars : Guy Lapébie, cycliste français, 93 ans[41]
- 13 juillet : Nino Defilippis, cycliste italien, 78 ans, vainqueur de plusieurs étapes du Tour de France et du Tour d'Italie, et double champion d'Italie
- 23 juillet : Ruben Dario Gomez, coureur cycliste espagnol
- 29 juillet : Zlatica Gavlakova, cycliste française née tchécoslovaque[42]
- 10 août : Radomír Šimůnek sr., cycliste tchèque, 48 ans[43]
- 31 août : Laurent Fignon, double vainqueur du Tour de France, 50 ans
- 14 septembre : Thomas Casarotto, cycliste italien, 20 ans, renversé par un automobiliste lors du Tour du Frioul-Vénétie julienne
- 24 septembre : Jure Robič, meurt renversé par un automobiliste en s'entrainant [44]
- 19 octobre : André Mahé, covainqueur de Paris-Roubaix en 1949, 90 ans
- 19 octobre : Hermann Krott, fondateur de l'Amstel Gold Race, 77 ans
- 13 novembre : Richard Van Genechten, cycliste néerlandais, 80 ans
- 31 décembre : Raymond Impanis, cycliste belge, 85 ans, vainqueur de Paris-Roubaix